# Đảng Công nhân xã hội dân chủ Nga
Đảng Công nhân xã hội dân chủ Nga (tiếng Nga: Российская социал-демократическая рабочая партия (РСДРП), chuyển tự: Rossiyskaya sotsial-demokraticheskaya rabochaya partiya (RSDRP)) là một đảng chính trị xã hội chủ nghĩa cách mạng, được thành lập tại Minsk, Đế quốc Nga (nay thuộc Belarus).
Được thành lập để hợp nhất các tổ chức cách mạng khác nhau của Đế quốc Nga thành một đảng vào năm 1898, RSDRP sau đó đã tách thành Bolshevik (đa số) và Menshevik (phe thiểu số), với phe Bolshevik trở thành Đảng Cộng sản Liên Xô.Mezhraiontsy, được gọi là Đảng Lao động Dân chủ Xã hội Nga (Chủ nghĩa quốc tế), cũng được thành lập từ đảng này.

## Lịch sử